# Camilo Mortágua (político)
Camilo Tavares Mortágua GOL (Oliveira de Azeméis, 29 de janeiro de 1934 — Alvito, 1 de novembro de 2024) foi um antifascista português que lutou contra a ditadura do Estado Novo, tendo militado na Liga de Unidade e Acção Revolucionária (LUAR).
Era pai das deputadas à Assembleia da República, eleitas pelo Bloco de Esquerda, Joana e Mariana Mortágua.

## Biografia

### Primeiros anos
Nasceu em Oliveira de Azeméis, a 29 de janeiro de 1934. Aos 12 anos segue com os pais e as duas irmãs para Lisboa. Em 1951, emigra para a Venezuela.

### Resistência contra o Estado Novo

#### Assalto ao Santa Maria
Camilo Mortágua participou de um dos golpes mais famosos contra ditadura do Estado Novo: a “Operação Dulcineia”, iniciada na madrugada de 22 de janeiro de 1961, sob o comando do capitão Henrique Galvão e inspirada pelo general Humberto Delgado. Orquestrada pela Diretório Revolucionário Ibérico de Libertação, consistiu em tomar de assalto o paquete Santa Maria, que transportava 600 turistas em viagem para Miami e mais de 300 tripulantes.

#### Desvio de um avião da TAP
A 10 de novembro de 1961, com Palma Inácio e outros colaboradores, desvia à mão armada um avião da TAP, no voo Casablanca-Lisboa, com o objetivo singelo de sobrevoar Lisboa e outras cidades portuguesas a baixa altitude para lançar milhares de folhetos subversivos. Mais de 100 mil panfletos foram largados sobre as cidades de Lisboa, Setúbal, Barreiro, Beja e Faro.

#### Assalto ao Banco de Portugal e a LUAR
A 17 de maio de 1967, Camilo Mortágua, Palma Inácio, António Barracosa e Luís Benvindo assaltam a filial do Banco de Portugal na Figueira da Foz com o objetivo de financiar acções contra o regime encabeçado por António de Oliveira Salazar. Esta acção está na origem da fundação da Liga de Unidade e Ação Revolucionária, no mês seguinte, como reconheceu Emídio Guerreiro, um dos fundadores. Esta seria seguida de outras ações.

### Atividade no pós 25 de Abril 1974

#### Ocupação da Herdade Torre Bela
Já deposto o regime fascista em Portugal em consequência da Revolução dos Cravos, Camilo Mortágua participa em abril de 1975 na ocupação da herdade da Torre Bela, a maior área de terra agrícola murada de Portugal, com 1700 hectares, propriedade do Duque de Lafões, processo documentado no filme Torre Bela realizado por Thomas Harlan, filho do cineasta Veit Harlan, no qual aparecem personalidades como o cantor José Afonso.

### Condecorações
Em 9 de junho de 2005, o Presidente da República Jorge Sampaio atribuiu a condecoração de Grande Oficial da Ordem da Liberdade a Camilo Mortágua.

## Morte
Camilo morreu a 1 de novembro de 2024, em Alvito, onde residia, aos 90 anos. Em nota nas redes sociais, a sua filha Mariana Mortágua publicou: "A família informa que Camilo Mortágua morreu esta madrugada, dia 1 de novembro, aos 90 anos. Partilhamos com os muito amigos e companheiros que se cruzaram com Camilo Mortágua a alegria de termos testemunhado uma vida de convicções, de compromisso com a liberdade e com a solidariedade".

A sua morte foi noticiada em vários meios de comunicação social como o Correio da Manhã, CNN Portugal, Diário de Notícias, Eco, Expresso, Jornal de Notícias, Observador, Público ou RTP, destacando o seu perfil antifascista.